# Les Kiriki, acrobates japonais
Les Kiriki, acrobates japonais è un cortometraggio muto del 1907 diretto da Segundo de Chomón. Il regista, maestro di trucchi e mago degli effetti speciali, li adopera per creare le inverosimili acrobazie dei Kiriki, una famiglia di falsi acrobati giapponesi.

## Trama
Una troupe di acrobati, truccati come giapponesi, esegue una serie di incredibili acrobazie.

## Produzione
Il film fu prodotto dalla Pathé Frères.

## Distribuzione
Distribuito dalla Pathé Frères, il film - un cortometraggio di tre minuti - uscì nelle sale francesi nel 1907, presentato a Parigi il 27 dicembre. L'anno seguente, fu importato e distribuito negli Stati Uniti, dove uscì in sala l'8 gennaio 1908 con il titolo Kiri-Kis.
Nel 2007, il cortometraggio è stato inserito in un'antologia di film muti in DVD dal titolo Crazy Cinématographe: Europäisches Jahrmarktkino 1896-1916 pubblicata dalla tedesca Edition Filmmuseum, prodotta dalla Cinémathèque de la Ville de Luxembourg e dalla Medienwissenschaft der Universität Trier.
Il 9 febbraio 2013, il film è stato presentato nell'ambito del messicano Gira de Documentales Ambulante.